# Lobatera (municipalité)
Pour les articles homonymes, voir Lobatera.
Lobatera est l'une des vingt-neuf municipalités de l'État de Táchira au Venezuela. Son chef-lieu est Lobatera. En 2011, la population s'élève à 13 558 habitants.

## Géographie

### Subdivisions
La municipalité est divisée en deux paroisses civiles avec, chacune à sa tête, une capitale (entre parenthèses) :
- Constitución (Borotá) ;
- Lobatera (Lobatera).